# Ray Parker, Jr.

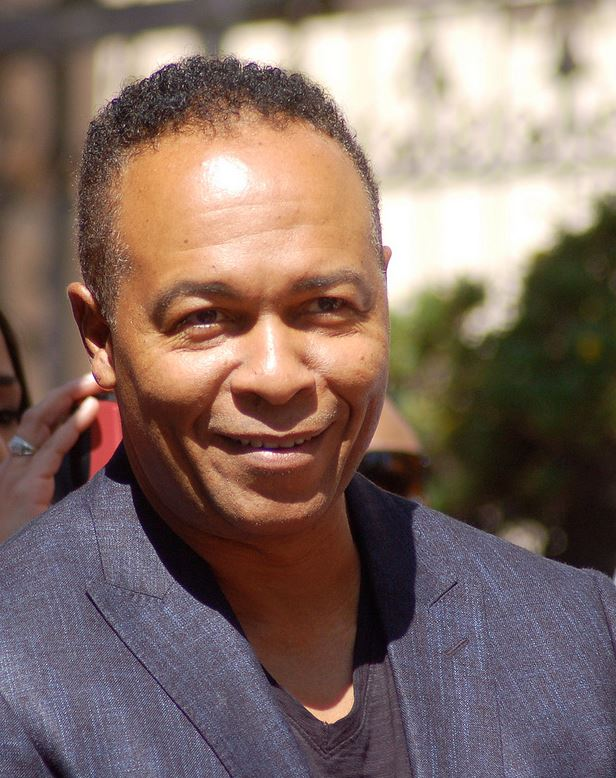
Ray Parker, Jr. (2013)

Ray Erskine Parker, Jr. (* 1. Mai 1954 in Detroit) ist ein US-amerikanischer Gitarrist, Komponist und Musikproduzent. Seinen Ruhm verdankt er größtenteils der Titelmusik zum Film Ghostbusters – Die Geisterjäger.

## Musikalischer Werdegang

### Frühe 1970er Jahre
Bereits mit 16 Jahren war Ray Parker jr. in Detroit bei Aufnahmen von Tamla-Motown als Studiomusiker tätig. Mitte der 1970er Jahre war er als Sideman Musiker in Barry Whites „Love Unlimited Orchestra“. 1976 trat er auf dem Newport Jazz Festival mit Herbie Hancocks „Headhunters“ auf (Album V.S.O.P.). 1977 gründete er die R&B-Band „Raydio“. Außerdem schrieb Parker Stücke für und arbeitete mit der Band Rufus, Chaka Khan, Stevie Wonder, Leon Haywood, The Temptations, The Spinners, Rhythm Heritage sowie Gladys Knight and the Pips.

### Raydio
Die Gruppe Raydio, gegründet 1977, bestand – neben Parker – aus Vincent Bohnam, Jerry Knight, und Arnell Carmichael. Sie landeten ihren ersten großen Hit mit Jack and Jill von ihrem Album Raydio (1978, Arista Records). Der Song schaffte es auf Platz 8 der US-Charts und bekam dafür eine Goldene Schallplatte. Ihr nächstes erfolgreiches Stück, You Can’t Change That vom Album Rock On (1979) erreichte Platz 9 der US-Charts.
Die Gruppe benannte sich 1980 um in „Ray Parker Jr. and Raydio“ und veröffentlichte schließlich noch zwei weitere Alben, Two Places at the Same Time (1980) und A Woman Needs Love (1981). In den 1980er Jahren hatten Ray Parker Jr. and Raydio noch zwei Top-40-Hits (Two Places at the Same Time und That Old Song). Ihr letzter und gleichzeitig größter Hit, A Woman Needs Love (1981), erreichte sogar für zwei Wochen Platz 1 der R&B-Charts und Platz 4 der Pop-Charts.

### Soloarbeit und Ghostbusters

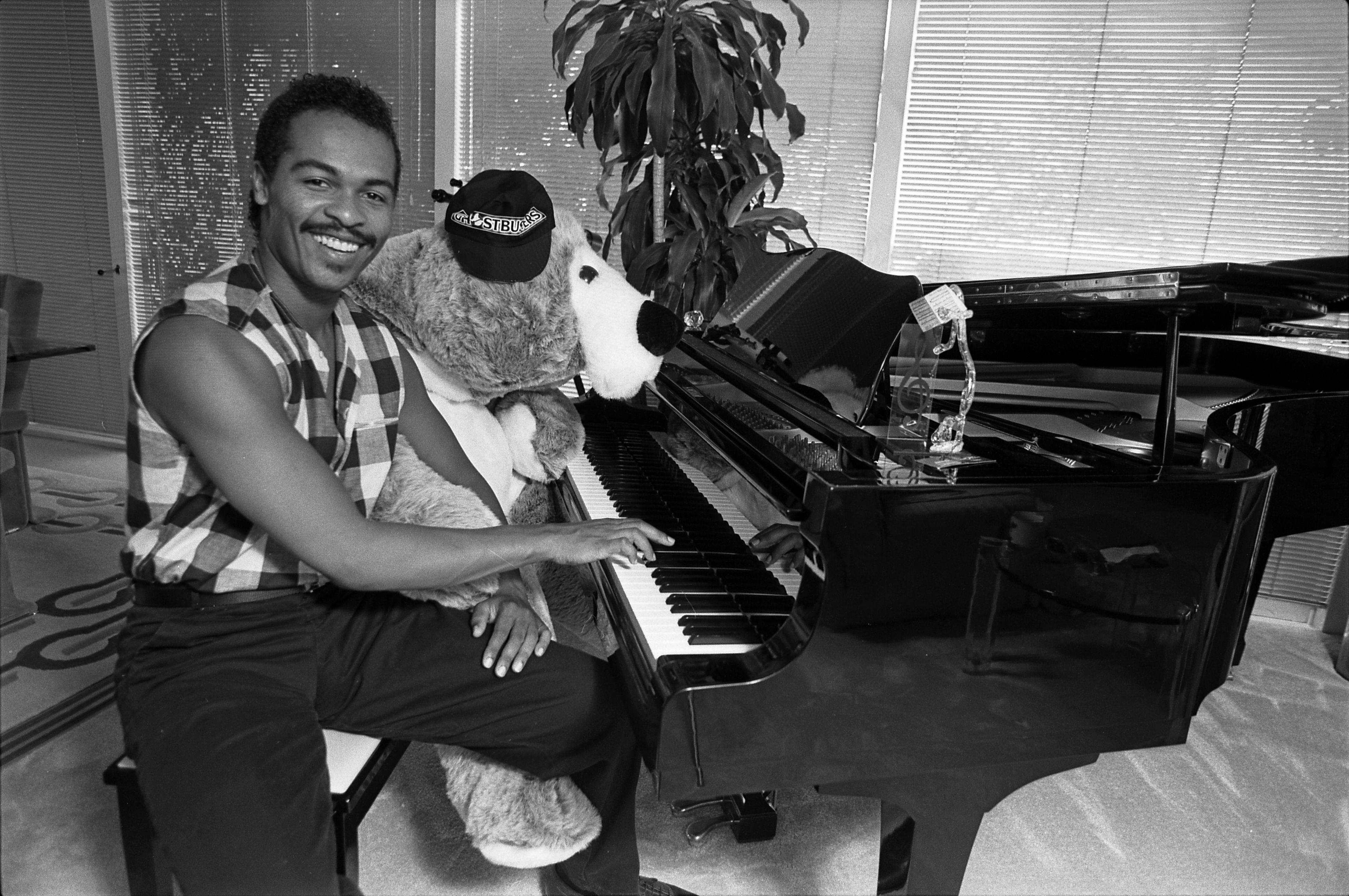
Ray Parker, Jr. (1984)

Nachdem sich die Gruppe Raydio 1981 aufgelöst hatte, führte Ray Parker Jr. seine Solokarriere weiter und veröffentlichte sechs Top-40-Hits, darunter auch das Lied Ghostbusters. Der Titelsong zum gleichnamigen Erfolgsfilm (1984) mit Bill Murray und Dan Aykroyd hielt sich drei Wochen lang auf Platz eins der US-Charts und brachte Parker eine Oscar-Nominierung für den besten Filmsong ein, den jedoch Stevie Wonder für I Just Called to Say I Love You erhielt. Dafür bekam die Instrumentalversion des Songs einen Pop-Grammy.

### Nils Landgren Funk Unit
Nach 2005 arbeitete Ray Parker Jr. mit dem schwedischen Jazzposaunisten Nils Landgren zusammen und spielte zunächst als Studiogitarrist auf einem Album von Landgren und Joe Sample mit dem Titel Creole Love Call, das in Deutschland den ersten Platz der Jazzcharts erreichte und aufgrund seiner Verkäufe mit dem German Jazz Award ausgezeichnet wurde.
2007 war Ray Parker Jr. als Gitarrist und Sänger Bandmitglied in Landgrens Band, der Nils Landgren Funk Unit. Sie nahmen gemeinsam das Album Licence to Funk auf, das 2007 erschien. Im Herbst 2007 war Ray Parker Jr. mit der Nils Landgren Funk Unit auf Tournee in Deutschland.

### Film
Ray Parker, Jr. hatte 1974 einen kurzen Gastauftritt als Gitarrist im Film Uptown Saturday Night. 1987 spielte er in dem Actionfilm Terror Night – Hochhaus in Angst (Enemy Territory) die Hauptrolle des Fahrstuhltechnikers Will.

### Fernsehen
Im November 2022 nahm Ray Parker, Jr. als Sir Bug a Boo an der achten Staffel der US-amerikanischen Version von The Masked Singer teil, in der er den vierten Platz erreichte.

## Persönliches
Seit 1994 ist er verheiratet und hat vier Söhne. 2014 erhielt Parker für seine musikalischen Beiträge einen Stern auf dem Hollywood Walk of Fame.

## Diskografie
Studioalben

| Jahr               | Titel                       | Höchstplatzierung, Gesamtwochen, AuszeichnungChartplatzierungen (Jahr, Titel, Platzierungen, Wochen, Auszeichnungen, Anmerkungen) | Höchstplatzierung, Gesamtwochen, AuszeichnungChartplatzierungen (Jahr, Titel, Platzierungen, Wochen, Auszeichnungen, Anmerkungen) | Höchstplatzierung, Gesamtwochen, AuszeichnungChartplatzierungen (Jahr, Titel, Platzierungen, Wochen, Auszeichnungen, Anmerkungen) | Höchstplatzierung, Gesamtwochen, AuszeichnungChartplatzierungen (Jahr, Titel, Platzierungen, Wochen, Auszeichnungen, Anmerkungen) | Höchstplatzierung, Gesamtwochen, AuszeichnungChartplatzierungen (Jahr, Titel, Platzierungen, Wochen, Auszeichnungen, Anmerkungen) | Höchstplatzierung, Gesamtwochen, AuszeichnungChartplatzierungen (Jahr, Titel, Platzierungen, Wochen, Auszeichnungen, Anmerkungen) | Anmerkungen                                                     |
| Jahr               | Titel                       | DE | AT | CH | UK | US | R&B | Anmerkungen                                                     |
| ------------------ | --------------------------- | --- | --- | --- | --- | --- | --- | --------------------------------------------------------------- |
| als Raydio         |                             | | | | | | |                                                                 |
|                    |                             | | | | | | |                                                                 |
| 1978               | Raydio                      | — | — | — | — | US27 Gold · (23 Wo.)US | R&B8 (24 Wo.)R&B | Erstveröffentlichung: 1978                                      |
| 1979               | Rock On                     | — | — | — | — | US45 Gold · (30 Wo.)US | R&B4 (32 Wo.)R&B | Erstveröffentlichung: März 1979                                 |
| 1980               | Two Places at the Same Time | — | — | — | — | US33 Gold · (21 Wo.)US | R&B6 (26 Wo.)R&B | Erstveröffentlichung: März 1980                                 |
| 1981               | A Woman Needs Love          | — | — | — | — | US13 Gold · (26 Wo.)US | R&B1 (29 Wo.)R&B | Erstveröffentlichung: 11. April 1981                            |
| als Ray Parker Jr. |                             | | | | | | |                                                                 |
|                    |                             | | | | | | |                                                                 |
| 1982               | The Other Woman             | — | — | — | — | US11 Gold · (27 Wo.)US | R&B1 (28 Wo.)R&B | Erstveröffentlichung: 1982                                      |
| 1983               | Woman Out of Control        | — | — | — | — | US45 (23 Wo.)US | R&B18 (24 Wo.)R&B | Erstveröffentlichung: 1983                                      |
| 1985               | Sex and the Single Man      | — | — | — | — | US65 (13 Wo.)US | R&B48 (12 Wo.)R&B | Erstveröffentlichung: 27. Juni 1985                             |
| 1987               | After Dark                  | — | — | — | UK40 (7 Wo.)UK | US86 (9 Wo.)US | R&B27 (24 Wo.)R&B | Erstveröffentlichung: 25. August 1987                           |
| 1991               | I Love You Like You Are     | — | — | — | — | — | R&B97 (3 Wo.)R&B | Erstveröffentlichung: 25. Juni 1991                             |
| 2005               | Creole Love Call            | DE— Platin (German Jazz Award)DE                                                                                                  | — | — | — | — | — | Erstveröffentlichung: 2005 mit Nils Landgren                    |
| 2006               | I’m Free!                   | — | — | — | — | — | — | Erstveröffentlichung: 2006                                      |
| 2017               | Unbreakable                 | DE91 (1 Wo.)DE | — | — | — | — | — | Erstveröffentlichung: 30. Juni 2017 mit Nils Landgren Funk Unit |

grau schraffiert: keine Chartdaten aus diesem Jahr verfügbar